# Paweł Wojciechowski
Paweł Wojciechowski (* 6. června 1989 v Bydhošti) je polský atlet, jehož specializací je skok o tyči. Je držitelem národních rekordů pod širým nebem i v hale.
V roce 2007 nepostoupil na juniorském mistrovství světa v nizozemském Hengelu z kvalifikace. O rok později vybojoval v rodném městě stříbrnou medaili na juniorském mistrovství světa.
Wojciechowski zazářil v sezóně 2011, a to zejména ziskem titulu mistra světa na světovém šampionátu v jihokorejském Tegu. Tam zvítězil výkonem 590 cm. Ve stejném roce skončil na halovém ME v Paříži na 4. místě a zvítězil na mistrovství Evropy atletů do 23 let v Ostravě.
V roce 2019 se stal halovým mistrem Evropy.

## Osobní rekordy
- hala – 590 cm – 2. březen 2019, Glasgow – NR
- venku – 591 cm – 15. srpen 2011, Štětín – NR